# Le Puy-Notre-Dame
Le Puy-Notre-Dame är en kommun i departementet Maine-et-Loire i regionen Pays de la Loire i nordvästra Frankrike. Kommunen ligger i kantonen Montreuil-Bellay som tillhör arrondissementet Saumur. År 2022 hade Le Puy-Notre-Dame 1 089 invånare.

## Befolkningsutveckling
Antalet invånare i kommunen Le Puy-Notre-Dame
| Referens: INSEE |